# Čmelák písečný
Čmelák písečný (Bombus veteranus Fabricius) je zástupce čeledi včelovitých. V Česku se vyskytuje jen vzácně a patří mezi kriticky ohrožené, zákonem chráněné druhy.

## Popis
Matka dorůstá 16–18 mm, dělnice 10–16 mm, trubci 12–15 mm. Zbarvení je podobné jako u čmeláka lesního, v šedém až béžovém tónu. Zadeček je však celý šedý. Také hlava je kratší než u čmeláka lesního.

## Rozšíření

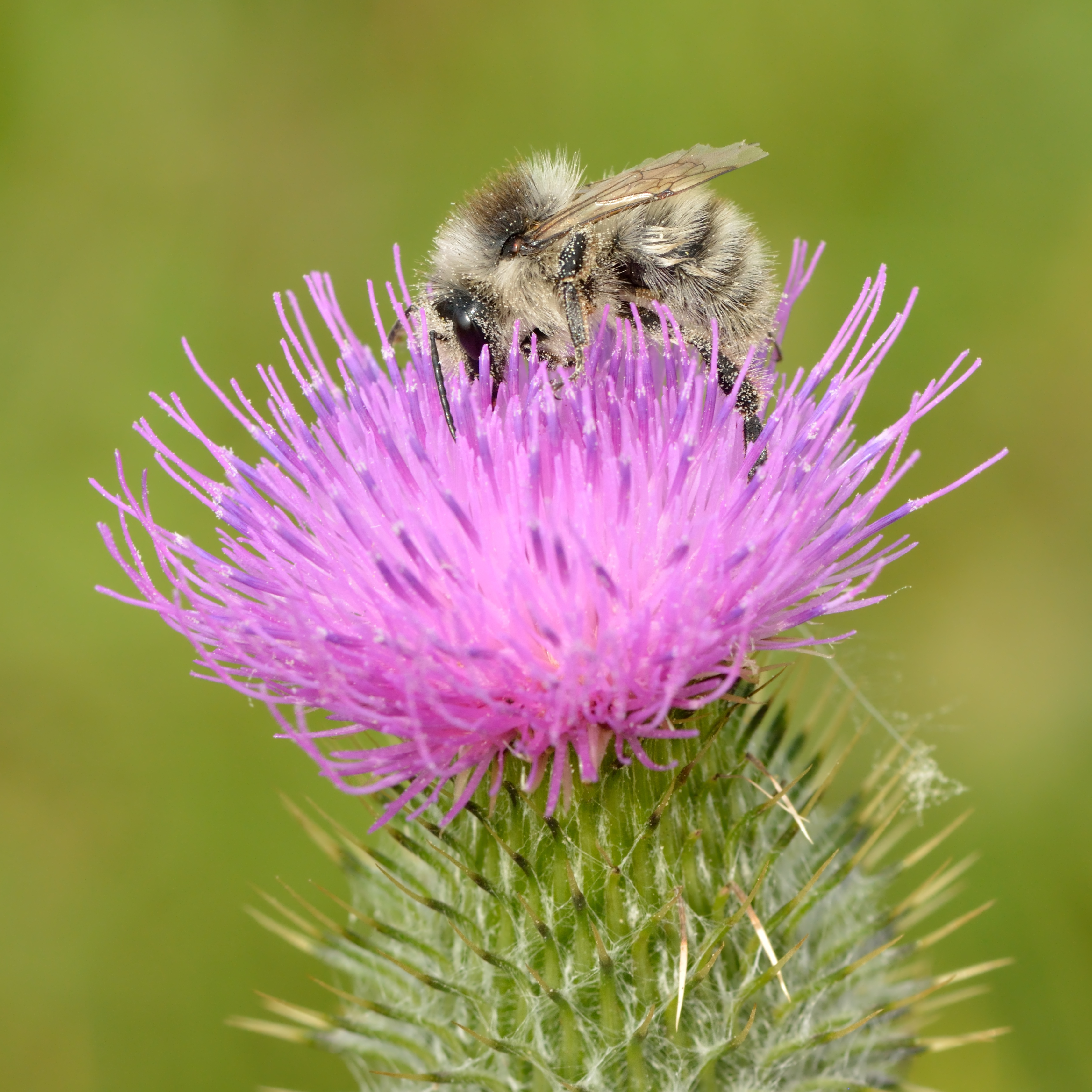

Čmelák písečný je vzácný druh, který se vyskytuje v Evropě do nadmořské výšky 1000 m, s výjimkou Pyrenejského poloostrova, Irska a Velké Británie. Ve střední Evropě žije převážně při pobřeží, v Německu hlavně na severu. Jako své životní prostředí preferuje otevřené plochy, ale také náspy, okraje cest, zahrady a sady, kde obvykle hnízdí nad zemí. 

## Způsob života
Od poloviny dubna si přezimující královny staví hnízdní kouli z částí rostlin (mech, tráva). Pokud nenajdou vhodné místo nad zemí, využívají také opuštěná myší hnízda. První dělnice létají od začátku května, trubci a mladé královny od konce července. Velikost společenstva se pohybuje mezi 60 a 130 jedinci. 
Patří do druhové skupiny pocket makers, tzn. že při stavbě díla jsou pod larvami budovány zvláštní voskové kapsičky. Dělnice do nich ukládají pyl a med. Larvy nejsou krmeny, ale samy takto nashromážděnou potravu odebírají.
Díky dlouhému jazyku dosáhne i do hlubokých květů; lze jej spatřit na jeteli, bodlácích, svazence nebo náprstnících.